# Oberhofgericht Leipzig

Das älteste Siegel des Oberhofgerichtes Leipzig, um 1500

Das Oberhofgericht Leipzig war eine juristische Instanz im Kurfürstentum und danach im Königreich Sachsen vom 15. Jahrhundert bis 1831.
Bis ins 15. Jahrhundert war das sächsische Hofgericht an den Kurfürsten gebunden und je nach Erfordernis im Lande beweglich. 1483 richteten der Kurfürst Ernst und sein Bruder Herzog Albrecht ein Gericht mit festem Sitz in Leipzig als Oberhofgericht ein. Es war mit Adligen und Bürgerlichen besetzt. Es war die erste selbständige, vom Fürsten und Hof losgelöste Behörde Kursachsens.
Das Gericht war als gesamtsächsisches gegründet worden, aber nach der Leipziger Teilung der Wettinischen Länder von 1485 bis 1493 und ab 1547 nur für die albertinischen Länder einschließlich der Nebenlinien zuständig. Davon ausgenommen war der Kurkreis, für den 1529 das Hofgericht Wittenberg eingerichtet wurde. Von 1493 bis 1547 tagte das Oberhofgericht abwechselnd in Leipzig und Altenburg und war sowohl für das albertinische als auch für das ernestinische Sachsen zuständig.
1488 gehörten dem Gericht neun Beisitzer an. Später erhöhte man die Gesamtbesetzung auf zwölf Personen. Zu Beginn des 19. Jahrhunderts waren dies sechs Angehörige des Adels einschließlich des Oberhofrichters und sechs Gelehrte (doctores) mit dem Ordinarius der Juristenfakultät der Universität Leipzig sowie ergänzend dazu auf beiden Seiten noch einige unbesoldete außerordentliche Assessoren.
Sachlich zuständig war das Oberhofgericht vor allem für Zivil- und zum Teil auch für Lehnrechtsfälle. Dagegen blieben Verwaltungs-, Polizei-, Kriminal- und Kirchensachen seiner Zuständigkeit entzogen. Es bildete die erste Instanz nur für die Mitglieder des wettinischen Fürstenhauses, die schriftsässigen Grundherren, die Universitäten, die schriftsässigen Städte und die Inhaber bestimmter Würden und Ämter. Also nur diese konnten sich direkt an das Gericht wenden. Für die übrigen Einwohner Sachsens war es Appellationsinstanz.
1822 verlor das Oberhofgericht seine Rolle als Appellationsgericht. Mit der 1831 eingeleiteten Staatsreform im Königreich Sachsen kam es auch zu einer schrittweisen Umgestaltung des Gerichtswesens, in deren Verlauf das Oberhofgericht aufgehoben wurde.